# ノー・ユース・フォー・ア・ネイム
ノー・ユース・フォー・ア・ネイム(No Use for a Name)とは、アメリカ合衆国カリフォルニア州サンノゼで結成されたポップ・パンクバンドである。
結成から20年以上が経つベテランバンドだが、アメリカでは未だに熱狂的な人気を誇っており、幅広い年代層から高い支持を受け続けている。

## 現在のメンバー
- トニー・スライ / Tony Sly　- (ヴォーカル/ギター)
- クリス・レスト / Chris Rest - (ギター)
- マット・リドル / Matt Riddle - (ベース)
- ローリー・コフ / Rory Koff　- (ドラム)

## 旧メンバー
- デイブ・ナシー/Dave Nassie
- クリス・シフレット/Chris Shiflett
- Doug Judd
- Steve Papoutsis
- Ed Gregor
- Robin Pfefer
- Chris Dodge
- Ramon Gras
- John Meyers

## 略歴
1987年に、カリフォルニア州,サンノゼにて結成。それからまもなく1stEP「Turn It Around」でデビューを飾った。
1989年になると、2ndEP「Let 'Em Out EP」を発表し、翌年には1stアルバム「Incognito」をリリースしている。
そして、1992年発表の2ndアルバム「Don't Miss the Train 」発売後に、老舗パンクレーベルのFat Wreck Chordsと契約を結ぶ。しかしこの頃に、頻繁にメンバーチェンジが行われており、バンド自体も不安定な状態が続いていたという背景もあった。結局、結成時からのオリジナルメンバーとして残ったのは、トニーとローリーだけとなる。
1993年、3rdアルバム「The Daily Grind」を発表。
1995年発表の4thアルバム「Leche Con Carne」発売後に、クリス・シフレットとマット・リドルを迎え入れ、5thアルバム「Making Friends」のレコーディングを開始している。
1999年、6thアルバム「More Betterness!」発表後に、クリス・シフレットがFoo Fightersに加わる為にバンドを脱退。直後に、新ギタリストとしてデイブ・ナシーを迎え入れる。
2002年、7thアルバム「Hard Rock Bottom」を発表。
2005年、8thアルバム「Keep Them Confused」を発表。
2007年、代表曲や未発表曲を収録したベストアルバム「All the Best Songs」を発表。
2008年、9thアルバム「The Feel Good Record of the Year」を発表。
2009年、デイブ・ナシーがメタルコアバンドのブリーディング・スルーに加わる為にバンドから脱退。その代わりとしてベテランパンクバンドLagwagonのメンバー、クリス・レスト(Chris Rest)を新たに迎え入れる。
2012年、7月31日ボーカル、ギターを担当するトニー・スライ永眠。41歳であった。死因等は明らかになっていない。
2012年、9月8日カナダのケベックで行われたMacadam Festivalで解散を発表。

## ディスコグラフィー

### アルバム
- Incognito　(1990年発表。/Fat Wreck Chordsから2001年に再リリース。)
- Don't Miss the Train (1992年発表。/Fat Wreck Chordsから2001年に再リリース。)
- The Daily Grind (1993年発表。)
- Leche Con Carne　(1995年発表。)
- Making Friends　(1997年発表。)
- More Betterness!　(1999年発表。)
- Hard Rock Bottom　(2002年発表。)
- Keep Them Confused　(2005年発表。)
- All the Best Songs　(2007年発表のベストアルバム。未発表曲も収録されている。)
- The Feel Good Record of the Year　(2008年発表。)

### その他の作品
- NRA Years
- Live in a Dive: No Use for a Name
- No Use For A Name EP(1988)
- Let 'Em Out EP(1989)
- Death Doesn't Care EP(1993)
- Split 7" with Soda EP(1996)